# Пирене Атлантик
Пирене Атлантик (на френски: Pyrénées-Atlantiques; на окситански: eths Pirenèus Atlantics; на баски: Pirinio Atlantikoak, „Атлантически Пиренеи“) е департамент в регион Аквитания-Лимузен-Поату-Шарант югозападна Франция. Площта му е 7645 km², а населението – 650 356 души (2009). Административен център е град По.
Създаден е по време на Френската революция на 4 март 1790 г. под името Бас Пирене („Долни Пиренеи“) от старата провинция Беарн и съседни части на Гаскония. Сегашното си име Пирене Атлантик получава на 10 октомври 1969 г. Граничи с департаментите Ланд на север, Жерс на североизток и От Пирене на изток. На юг граничи с Испания, а на запад с Бискайския залив.

## Забележителности
- Замъкът Абади